# 피자 커터

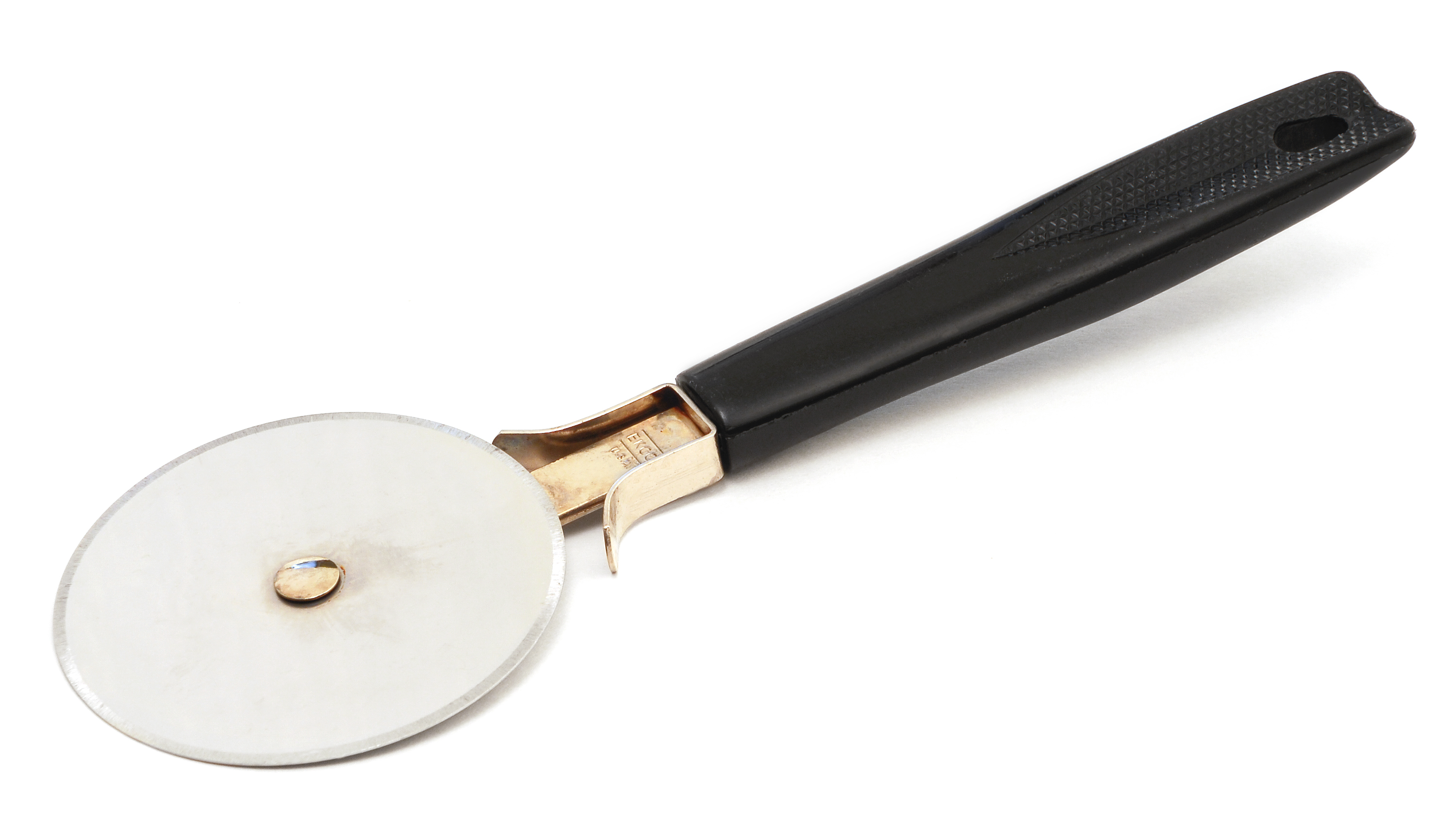
바퀴형의 피자 커터

피자 커터(영어: pizza cutter)는 피자를 자르기 위한 도구이다. 바퀴형으로 된 것과 메찰루나 (Mezzaluna)라는 반달형으로 된 것이 있다.
피자 커터는 다양한 품목을 섹션이나 조각으로 자르는 데 사용되는 휴대용 주방 도구이다. 피자 제조에 널리 사용되기 때문에 "피자 커터"라는 이름을 얻었다. 일반적인 피자 커터에는 손잡이에 바퀴 모양의 칼날이 부착되어 있다. 원래 디자인은 다양한 크기, 날, 핸들 및 용도를 포함하도록 수년에 걸쳐 수정되었다. 일반적인 피자 커터는 피자 절단에만 국한되지 않고 반죽 절단이나 허브 절단과 같은 다양한 작업에도 사용된다.

## 역사
이탈리아 실비오 파시티(Silvio Pacitti)는 1708년에 메잘루나(이탈리아어로 "반달"을 뜻함) 모양의 칼날을 발명했다. 이 도구는 둥근 칼날로 목표물에 충격을 가하고 물체를 가로질러 굴리는 동작으로 마무리되어 깔끔한 절단을 생성한다(끌어당기는 것과 반대). 표준 칼과 마찬가지로 대상). 허브와 야채를 자르는 데 도움이 되도록 고안되었으며 단일 또는 이중 칼날로 찾을 수 있다.